# Трясохвіст строкатий
Трясохві́ст строкатий (Cinclodes excelsior) — вид горобцеподібних птахів родини горнерових (Furnariidae). Мешкає в Колумбії і Еквадорі.

## Опис
Довжина птаха становить 20-21 см, вага 62-65 г. Дзьоб міцний, чорний, довжиною 25 мм. Верхня частина тіла коричнева, над очима білі "брови", горло біле. Нижня частина тіла кремово-коричнева, поцяткована світлими плямками. Крила темні з рудувато-каштановою смугою. Хвіст коричневий з охристими краями.

## Підвиди
Виділяють два підвиди:
- C. e. columbianus (Chapman, 1912) — Центральний хребет Колумбійських Анд (Толіма);
- C. e. excelsior Sclater, PL, 1860 — Анди від крайнього південного заходу Колумбії (Нариньйо) до південного Еквадору (північний Асуай).

## Поширення і екологія
Строкаті трясохвости мешкають в Андах на території Колумбії і Еквадору. Вони живуть у високогірних чагарникових заростях та на високогірних луках парамо, серед скель та в заростях Polylepis, поблизу води. Зустрічаються на висоті від 3200 до 5200 м над рівнем моря. Живляться переважно безхребетними, іноді дрібними хребетними і насінням. Шукають їжу на землі. Гніздяться в норах глибиною 0,7-1,1 м. В кладці 2 яйця.